# Alegría (álbum de Marcos Witt)
Alegría es el trigésimo álbum lanzado por el cantante cristiano Marcos Witt. El disco fue grabado en vivo desde Santiago de Chile. Este álbum fue ganador del Latin Grammy y Billboard Music Award en la categoría de Mejor álbum cristiano. La pista número 10 fue cantada por su hija, Elena Witt.

## Lista de canciones
1. "Introducción" – 01:23
2. "Mira Nomás" – 03:29
3. "Aclama A Dios" – 03:15
4. "Alegré, Muy Alegré" – 03:44
5. "Solo En Ti" – 04:20
6. "Tú Eres El Gozo" – 04:40
7. "Dios De Mi Salvación" – 07:35
8. "Tómame En Tus Brazos" (Feat. Luis Pedraza) – 05:56
9. "Presentación" – 00:48
10. "Cristo, Amante De Mi Alma" – 04:58
11. "Fuente De Vida" – 06:25
12. "Tú Me Haces Tan Feliz" – 06:48
13. "Con Todo El Gozo" – 05:03
14. "Vive Tu Alegría" (Feat. Luis Pedraza) – 06:03
15. "Poema De Salvación" (Bonus Track) – 03:41

## Premios y reconocimientos
En 2007, Alegría fue ganador del Latin Grammy y Billboard Music Award en la categoría de Mejor álbum cristiano. También fue nominado a un Premio Dove por Álbum en Español del Año en la 38.ª edición de los Premios GMA Dove.

## Créditos
Según Allmusic:
- Buddy Skipper – Arreglo coral
- Marcos Witt – Productor
- Sergio González – Arreglista, Arreglos
- Roberto Martínez – Piano, Arreglista
- Marcos López – Arreglos
- Juan Sánchez Concha – Trombón
- Orlando Rodriguez – Ingeniero, Mezcla
- Salvador González – Trombón
- Alan Villatoro – Arreglista, Teclados
- Pablo Medina – Voces
- Jorge Santos – Coordinación de Producción
- Laura Blanchet – Diseño de portada
- Luis Pedraza – Artista invitado

## Listas
| Lista (2007)                 | Posición más alta |
| ---------------------------- | ----------------- |
| Latin Pop Albums (Billboard) | 14                |